# Disco (альбом Pet Shop Boys)
Disco — ремиксовый альбом, второй альбом британской поп-группы Pet Shop Boys, вышедший в 1986 году.

## Об альбоме
Пластинка целиком состоит из ремиксов на песни дуэта — на четыре композиции, ставших синглами («Opportunities», «West End Girls», «Love Comes Quickly», «Suburbia») и на два бисайда («In The Night» и «Paninaro»). В Великобритании альбом достиг 15-го места и стал платиновым.
Среди ремиксёров — Артур Бейкер и Шеп Петтибон, равно как и сами Pet Shop Boys. Впоследствии группа выпустила ещё три альбома в рамках такой же концепции: «Disco 2» (1994), «Disco 3» (2003) и «Disco 4» (2007).

## Обложка
Обложка альбома оформлена Марком Фарроу. На лицевой стороне — кадр из выступления на итальянском телевидении; её фрагменты были использованы в видеоклипе «Paninaro».

## Список композиций
1. «In The Night» (Arthur Baker’s Extended mix)
2. «Suburbia» (Julian Mendelssohn’s Full Horror mix)
3. «Opportunities (Let's Make Lots Of Money)» (Ron Dean Miller and Latin Rascals’s Version Latina)
4. «Paninaro» (Pet Shop Boys and David Jacob’s Italian mix)
5. «Love Comes Quickly» (Shep Pettibone’s Mastermix)
6. «West End Girls» (Shep Pettibone’s Disco mix)

## Высшие позиции в хит-парадах
| Страна         | Высшая позиция |
| -------------- | -------------- |
| Гонконг        | 1              |
| Нидерланды     | 7              |
| Великобритания | 15             |
| Германия       | 15             |
| Австрия        | 17             |
| Швейцария      | 18             |
| Швеция         | 33             |
| Италия         | 42             |
| США            | 95             |